# Николаев, Иван Алексеевич
Иван Алексеевич Николаев (20 января 1932 — неизвестно) — советский хоккеист, вратарь.

## Биография
Начинал играть в команде класса «Б» «Химик» Воскресенск, с которой вышел в класс «А». В высшей по силе лиге играл также за московский «Локомотив» (1956/57) и «Авангард» Ленинград (1957/58). Затем выступал за «Торпедо» Глазов (1958/59), «Труд» / «Авангард» Саратов (1959/60, 1960/61 — 1961/62, 1963/64), «Химик» Щёлково (1959/60).